# Villa Cacique
Villa Cacique (Est. Alfredo Fortabat) is een plaats in het Argentijnse bestuurlijke gebied Benito Juárez in de provincie Buenos Aires. De plaats telt 2.013 inwoners.